# Cladonia corallifera
Cladonia corallifera är en lavart som först beskrevs av Gustav Kunze och som fick sitt nu gällande namn av William Nylander. 
Cladonia corallifera ingår i släktet Cladonia och familjen Cladoniaceae. Inga underarter finns listade i Catalogue of Life.